# NGC 6850
NGC 6850 (другие обозначения — PGC 64043, ESO 185-56, AM 1959—545, IRAS19595-5459) — спиральная  галактика в созвездии Телескоп.
Этот объект входит в число перечисленных в оригинальной редакции «Нового общего каталога».
В галактике вспыхнула сверхновая SN 1984K. Её пиковая видимая звёздная величина составила 16.